# Janio Martí
Joan Antoni Martí i Soler (Vilafranca del Penedès, 1940 - Sitges, 9 d'octubre del 2011), de nom artístic Janio Marti, fou un músic, compositor i empresari català. Va crear i dirigir l'Orquestra Janio Marti.

## Biografia
Martí va néixer l'any 1940 a Vilafranca del Penedès. Pianista de formació, adorava en primer lloc Bach "i després tota la resta", va dir en un programa de ràdio. Als 17 anys (1957) va formar el seu primer conjunt, Harlem Group, amb el que va arrencar la seva carrera artística. Van debutar el 25 de juliol de 1957 al Casino de Vilafranca del Penedès. El Harlem fou l'antecedent del que seria la seva orquestra, amb la qual es decantaria del tot per la música de ball, de la qual Janio Marti és un dels principals exponents de la segona meitat del segle xx.
Als anys 50, sota la dictadura franquista, el ball era el principal espai de relació social i la música italiana era la preferida del públic, amb temes com Picolissima serenata, per exemple. Després vindrien els Beatles, i l'orquestra es va emmotllar als gustos de la gent. "La gent no ha de ballar el que toca l'orquestra: l'orquestra sempre ha de tocar el que el públic vol ballar. Sembla un joc de paraules però no ho és", deia Janio el 2001 en una entrevista al programa Nydia de TV3. Cançons com Petronio de Marino Marini, el Bim bom bay, Sabor a mí, Dream a little dream of me i especialment Paraules d'amor de Serrat eren alguns dels seus temes preferits.
Com a compositor, va signar diverses sardanes i caramelles. L'any 2005, quan Janio Marti va anunciar la seva retirada dels escenaris, l'ajuntament del seu Sitges adoptiu li va retre un homenatge i va col·locar una placa amb el seu nom a la plaça dels Artistes. Janio Marti també va rebre l'Ensenya d'Or de la Societat Recreativa El Retiro per la seva estreta relació amb aquesta societat sitgetana, amb la qual havia col·laborat en nombroses ocasions en festes benèfiques i balls solidaris. També havia rebut la Medalla de la Vila de Vilafranca del Penedès.
A banda de la seva activitat professional, en Janio col·laborà en els inicis de La Cubana i fou autor d'adaptacions teatrals.

## Orquestra Janio Marti
Va crear i dirigir l'Orquestra Janio Martí, especialitzada a amenitzar balls d'envelat a les festes majors de molts pobles de Catalunya. Eperl 1962 havia fundat Janio Marti y su conjunto, una formació de ball que incorporava veus femenines on destacaren les germanes Ros. Posteriorment l'orquestra s'estructurà de forma professionalitzada amb el nom de “Janio Marti Orquestra i cors”, i 1983 hi destacaria una joveneta de 17 anys, Anna Maria Agustí, que acabaria sent coneguda amb el nom artístic de Nina. Amb una posada en escena espectacular, l'orquestra contractà un gran nombre d'actuacions a tot l'estat espanyol i a Europa fins a arribar a fer-ne 250 en una sola temporada. Feu gires per Suècia, Finlàndia, Alemanya, Suïssa i actuacions a altres països europeus. Participà en esdeveniments com l'Exposició Universal de Sevilla de 1992, on compartí cartell amb grans orquestres mundials com la "Glenn Miller", la "Pasadena Roof Orchestra" o la "Pérez Prado". També destaca la seva actuació en les festes del rei Hassan II al Marroc, i a la festa de clausura dels Special Olympics de Barcelona-Vilanova i la Geltrú 1992.
L'1 de març del 2001 l'orquestra tancà una etapa quan en Janio es retirà provisionalment dels escenaris. Els seus socis van continuar utilitzant el nom de Janio Marti sense el seu consentiment, i això motivà que al cap d'un temps el músic retornés als escenaris per dues temporades amb una nova "Janio Marti" amb músics joves. El 26 de febrer de 2005 Janio es retirà definitivament dels escenaris en una festa-homenatge celebrada a Sitges, rodejat d'amics i companys de professió.